# Elga Kern
Elga Gundela Kern z domu Hochstätter (ur. 13 sierpnia 1888 w Monachium, zm. 30 lipca 1957 w Heidelbergu) – niemiecka publicystka, tłumaczka i feministka żydowskiego pochodzenia, o której polonofilstwie świadczy między innymi praca nad reportażem Vom alten und neuen Polen (1931).

## Życiorys
Na przełomie lat 20. i 30. XX w. przebywała w Polsce, w tym na Pomorzu i Kresach Wschodnich; zafascynowana tradycją kraju, nauczyła się języka polskiego. Podczas występów w Polskim Radiu wyrażała potrzebę rozwijania polsko-niemieckiej współpracy kulturalnej. W tym okresie relacjonowała również proces Rity Gorgonowej, sprzeciwiając się oskarżeniom przeciwko guwernantce. W 1935 napisała biografię Marii Piłsudskiej: Marja Piłsudska: matka Marszałka: wizerunek życia.
W latach 1928–1932 wydała dwutomowy cykl Führende Frauen Europas zawierający sylwetki wpływowych kobiet (pisanych przez same bohaterki biogramów). Przeprowadzała także wywiady z prostytutkami (Wie sie dazu kamen: 35 Lebensfragmente bordellierter Mädchen nach Untersuchungen in badischen Bordellen, wyd. 1927).
Publicystka współpracowała z Carlem Ossietzkim. W okresie III Rzeszy jej dzieła nie były w Niemczech publikowane, a ona sama musiała wyjechać z kraju. Po wojnie mieszkała przez pewien czas w Belgii, pracując w wyuczonym zawodzie jako laborantka. Jako publicystka ponownie odwiedziła Polskę w 1948 roku w celu napisania kolejnego reportażu o Rzeczypospolitej (np. o Ziemiach Odzyskanych).